# Chloraea (orquídea)
- Commons
- Wikispecies

Chloraea é um género botânico pertencente à família das orquídeas (Orchidaceae).
O gênero Chloraea foi publicado por John Lindley em Quarterly Journal of Science, Literature, and the Arts ser. 2 1: 47., em 1827. Seu lectótipo é a Chloraea virescens (Willd.) Lindl., originalmente Cymbidium virescens Willd.. O nome do gênero vem do grego chloros, verde, em alusão à cor de suas flores.
Cerca de cinquenta espécies compõem este gênero, em sua maioria ocorrendo no sul dos Andes. Somente duas espécies ocorrem no leste sul-americano e apenas três tiveram sua ocorrência registrada para o sul brasileiro.
São plantas terrestres ou humícolas, de crescimento sazonal, que passam por período de dormência quando apenas subsistem suas raízes fasciculadas e mais ou menos tuberosas, resistentes à secas prolongadas e mesmo incêndios. Apresentam pseudocaule herbáceo rijo e folhas algo carnosas.
O gênero caracteriza-se principalmente por apresentar flores com labelo livre da coluna, geralmente unguiculado, com disco ornado de estreitas lâminas eretas, papilas, verrugas ou glândulas.

## Espécies
1. Chloraea alpina Poepp., Fragm. Syn. Pl.: 17 (1833).
2. Chloraea apinnula (Gosewijn) Szlach., Polish Bot. J. 46: 20 (2001).
3. Chloraea barbata Lindl., J. Bot. (Hooker) 1: 5 (1834).
4. Chloraea bella Hauman, Anales Soc. Ci. Argent. 90: 99 (1920).
5. Chloraea bidentata (Poepp. & Endl.) M.N.Correa, Darwiniana 15: 395 (1969).
6. Chloraea biserialis Griseb., Abh. Königl. Ges. Wiss. Göttingen 24: 339 (1879).
7. Chloraea bletioides Lindl., Brand. Quart. J. Roy. Inst., n.s., 1: 50 (1827).
8. Chloraea boliviana (Rchb.f.) Kraenzl., Orchid. Gen. Sp. 2: 139 (1904).
9. Chloraea calantha Kraenzl., Bot. Jahrb. Syst. 37: 395 (1906).
10. Chloraea castillonii Hauman, Anales Soc. Ci. Argent. 90: 101 (1920).
11. Chloraea chica Speg. & Kraenzl. in F.W.L.Kraenzlin, Orchid. Gen. Sp. 2: 131 (1904).
12. Chloraea chrysantha Poepp., Fragm. Syn. Pl.: 15 (1833).
13. Chloraea cogniauxii Hauman, Anales Soc. Ci. Argent. 90: 103 (1920).
14. Chloraea crispa Lindl., Gen. Sp. Orchid. Pl.: 401 (1840).
15. Chloraea cristata Lindl., J. Bot. (Hooker) 1: 4 (1834).
16. Chloraea cuneata Lindl., Gen. Sp. Orchid. Pl.: 400 (1840).
17. Chloraea cylindrostachya Poepp., Fragm. Syn. Pl.: 15 (1833).
18. Chloraea deflexa Ravenna, Onira 5: 45 (2001).
19. Chloraea densipapillosa C.Schweinf., Bot. Mus. Leafl. 9: 55 (1941).
20. Chloraea disoides Lindl., Brand. Quart. J. Roy. Inst., n.s., 1: 47 (1827).
21. Chloraea elegans M.N.Correa, Darwiniana 15: 492 (1969).
22. Chloraea fiebrigiana Kraenzl., Bot. Jahrb. Syst. 37: 396 (1906).
23. Chloraea fonckii Phil., Linnaea 29: 55 (1858).
24. Chloraea galeata Lindl., Brand. Quart. J. Roy. Inst., n.s., 1: 48 (1827).
25. Chloraea gavilu Lindl., Brand. Quart. J. Roy. Inst., n.s., 1: 48 (1827).
26. Chloraea grandiflora Poepp., Fragm. Syn. Pl.: 14 (1833).
27. Chloraea heteroglossa Rchb.f., Linnaea 22: 863 (1850).
28. Chloraea lamellata Lindl., Brand. Quart. J. Roy. Inst., n.s., 1: 49 (1827).
29. Chloraea laxiflora Hauman, Anales Soc. Ci. Argent. 90: 104 (1920).
30. Chloraea lechleri Lindl. in W.Lechler, Berberid. Amer. Austral.: 53 (1857).
31. Chloraea longipetala Lindl., Gen. Sp. Orchid. Pl.: 400 (1840).
32. Chloraea magellanica Hook.f., Fl. Antarct. 2: 350 (1846).
33. Chloraea major Ravenna, Onira 5: 46 (2001).
34. Chloraea membranacea Lindl., Gen. Sp. Orchid. Pl.: 401 (1840).
35. Chloraea multiflora Lindl., Brand. Quart. J. Roy. Inst., n.s., 1: 49 (1827).
36. Chloraea multilineolata C.Schweinf., Bot. Mus. Leafl. 9: 57 (1941).
37. Chloraea nudilabia Poepp., Fragm. Syn. Pl.: 16 (1833).
38. Chloraea philippii Rchb.f., Linnaea 22: 863 (1850).
39. Chloraea phoenicea Speg., Pl. Nov. Argent. 3: 6 (1897).
40. Chloraea piquichen (Lam.) Lindl., Gen. Sp. Orchid. Pl.: 400 (1840).
41. Chloraea praecincta Speg. & Kraenzl. in F.W.L.Kraenzlin, Orchid. Gen. Sp. 2: 113 (1904).
42. Chloraea prodigiosa Rchb.f., Linnaea 22: 863 (1850).
43. Chloraea reticulata Schltr., Repert. Spec. Nov. Regni Veg. 15: 210 (1918).
44. Chloraea septentrionalis M.N.Correa, Darwiniana 15: 489 (1969).
45. Chloraea speciosa Poepp., Fragm. Syn. Pl.: 14 (1833).
46. Chloraea subpandurata Hauman, Anales Soc. Ci. Argent. 90: 109 (1920).
47. Chloraea tectata Ravenna, Onira 5: 44 (2001).
48. Chloraea undulata Raimondi ex Colunga, Text Book Bot. 2: 187 (1878).
49. Chloraea venosa Rchb.f., Linnaea 22: 864 (1850).
50. Chloraea viridiflora Poepp., Fragm. Syn. Pl.: 14 (1833).
51. Chloraea volkmannii Phil. ex Kraenzl., Orchid. Gen. Sp. 2: 121 (1904).